# 倉重悟
倉重 悟（くらしげ さとし、1967年9月25日 - ）は、山口放送 (KRY) の萩支局長報道記者で、同局の元アナウンサー。
山口県宇部市出身。東京都立大学卒業。1992年に山口放送に入社し、同局のアナウンサーになる。

## 担当番組
- KRYさわやかモーニング-サブキャスター
- What's Going On（KRYラジオ）
- クラクラ&ひろこのDo Hot Wave（KRYラジオ）